# هنترزبزينت (كيبك)
هنترزبزينت (بالإنجليزية: Hunter's Point, Quebec)‏ هي منطقة سكنية تقع في كندا في بلدية مقاطعة تميسكامينغ الإقليمية ‏. يقدر عدد سكانها بـ 27 نسمة .